# Людвик Йежи Керн
Лю̀двик Йѐжи Керн (на полски: Ludwik Jerzy Kern) е полски писател, автор на произведения в жанровете детска литература и сатира, поет, журналист, преводач и текстописец. Пише и под псевдонимите Dr Wist, Eljotka, Fra Lodowico Giorgio Cern, H. Olekinaz, Holekinaz, Louis George Cern, Ludwik Jerzy Coeurn, Ludwik Jerzy Życzliwy, Ob. L., Ob. L.J.K., Top.

## Биография и творчество
Людвик Йежи Керн е роден на 29 декември 1920 г. в Лодз, Полша, в семейството на Людвик Керн и Мария Гертнер. Баща му е учител по латински език. Ползва трите си имена, за да се различава от името на баща си. Завършва Гимназията по хуманитарни науки „Алексиу Зимовски“ в Лодз. Дебютира като поет през 1938 г. в „Ilustrowany Kuriera Codzienny“. Прекарва Втората световна война във Варшава. След разгрома на Варшавското въстание се премества в Краков. През 1945 г. са публикувани първите му сатирични произведения.
През 1947 г. се връща в Лодз и работи в пресцентъра „Polpress“. Започва да учи актьорско майсторство в Държавното висше училище по театър, но не завършва, тъй като през през 1948 г. се установява за постоянно в Краков. В Краков в периода 1948 – 1982 г. работи към седмичника „Przekrój“. След пенсионирането си още 20 години е сътрудник на списанието.
Първият му сборник с приказки „Tu są bajki“ е публикуван през 1953 г.
Едно от най-популярните му произведения за деца е книгата „Фердинанд Великолепни“. Книгата му „Proszę słonia“ (Моля ви, г-н Слон) е екранизирана в анимационен филм.
Прави преводи от френски и английски на Роалд Дал, Ури Орлев, Исак Башевис Сингер и Огдън Наш.
Автор е на популярни песни за деца. Удостоен е с Ордена на усмивката.
Член на Полския съюз на журналистите и на Асоциацията на полските журналисти (1945-1951-1982), на Съюза на полските писатели (1953 – 1983), и на Асоциацията на полските писатели (от 1989).
Жени се два пъти – в периода 1942 – 1948 г. за Адела Анийка и от 1954 г. до смъртта си за актрисата и театрален режисьор Марта Стебничка.
Людвик Йежи Керн умира след тежко боледуване на 29 октомври 2010 г. в Краков.

## Произведения
- Tu są bajki (1953)
- Bajki drugie (1954)
- Wolne wnioski (1954) – серия „Biblioteka Satyry“
- Do widzenia zwierzęta (1956)
- Pierwszy i kilka innych wierszy (1956) – стихотворения
- Menażeria kapitana Ali (1957)
- Wiersze i wierszyki (Iskry 1957)
- Kapitan Ali i jego pies (1959)
- Powrót Ramony (1961) – серия „Biblioteka Stańczyka“
- Bajki, bajki, bajki... (1963)
- Ferdynand Wspaniały (1963) – серия „Cała Polska czyta dzieciom“
Фердинанд Великолепни, изд.: „Народна младеж“, София (1972), прев. Лилия Рачева, Първан Стефанов
Фердинанд Великолепни, изд.: ИК „Отечество“, София (1981), прев. Лилия Рачева
- Spacer z koniem (1963) – серия „Biblioteka Stańczyka“
- Proszę słonia (1964)
- Zbudź się, Ferdynandzie (1965)
Събуди се Фердинанд във „Фердинанд Великолепни“, изд.: ИК „Отечество“, София (1981), прев. Лилия Рачева
- Z Florkiem przez pół świata (1966)
- Zemsta szafy (1967); – серия „Biblioteka Stańczyka“
- Karampuk (1968)
- Najwyższe wykształcenie (1969)
- Kernalia (1969) – серия „Biblioteka Stańczyka“
- Cztery łapy (1969)
- Przygoda w plamie (1971)
- Podglądanie rodaków (1972)
- Mądra poduszka (1972)
- Nasze podwórko (1975)
- Jaśnie Pan Rym (1982) – серия „Biblioteka Stańczyka“
- Rower z rowerowa (1976)
- Wiersze pod choinkę (1983)
- Pierwszy (1988) – серия „Z wiewiórką“
- Bukiet z wierszy (1990) – стихотворения
- Portrety kwiatów (1992)
- Żółta lokomotywa (1995)
- Kolekcja (1996)
- Same rodzynki (1997) – стихове за деца
- Moje abecadłowo (2000) – спомени
- Łapy pióra i rymów cała fura (2002)
- Niespodzianka (2002)
- O Wacusiu, czyli Saga rodu Falczaków (2002)
- Pogaduszki (2002)
- Imiona nadwiślańskie (2003)
- Ludwik Jerzy Kern (2003)
- Wiersze (2003) – стихотворения
- Dyskretne podglądanie rodaków (2004)
- Kot rybołówca (2004) – серия „Poeci dzieciom“
- Co w drókó piszczy, czyli póstynia błendofska (2006)
- Kapitan dalekomorskiej wanny (2006)
- Konik polny i mrówka (2007) – серия „Poeci dzieciom“
- Litery cztery (2008)

### Екранизации
- 1968 Prosze slonia – анимационен ТВ сериал, диалог
- 1970 Przygody kapitana Ali
- 1975 – 1977 Ferdynand Wspaniały – анимационен ТВ сериал
- 1976 Wystawa psów
- 1977 Fakir
- 1979 Prosze slonia – анимационен филм